# Střední sval hýžďový
Střední sval hýžďový (lat. musculus gluteus medius) je jedním z hýžďových svalů. Leží pod velkým hýžďovým svalem, který překrývá jeho zadní třetinu.
Pod úponem svalu na velký chochlík je šlacha podložena tihovým váčkem. Sval může více či méně srůstat s hruškovitým svalem.

## Střední sval hýžďový u zvířat
U zvířat se střední sval hýžďový výrazněji neliší od člověka. Je součástí zadní kýty.